# Sextans A
Sextans A (auch bekannt als UGCA 205 und DDO 75) ist eine verhältnismäßig kleine, irreguläre Zwerggalaxie. Sie befindet sich in der lokalen Gruppe 4,3 Millionen Lichtjahre von der Erde entfernt und besitzt einen Durchmesser von knapp 5000 Lichtjahren. Sextans A zählt zu den entferntesten Mitgliedern der lokalen Gruppe und ist ein Mitglied der NGC-3109-Untergruppe. Am Nachthimmel erscheint sie im Sternbild Sextant.

Sextans A wurde 1942 von Fritz Zwicky entdeckt.